# Falling Down (canción de Selena Gomez & the Scene)
«Falling Down» —en español: «Cayendo»— es una canción interpretada por la banda estadounidense Selena Gomez & the Scene, perteneciente a su primer álbum de estudio, Kiss & Tell, de 2009. Su letra fue escrita por Ted Bruner, Trey Vittetoe y Gina Schock de The Go-Go's, mientras que su producción musical quedó a cargo de los dos primeros. Se lanzó como el primer sencillo de la banda el 25 de agosto de 2009. Además de incluirse en Kiss & Tell, «Falling Down» apareció en el videojuego para PlayStation 3 y Wii titulado Disney Sing It: Party Hits, junto con «Naturally» y «Magic», y en el volumen número doce del álbum recopilatorio de Radio Disney, Radio Disney Jams, donde igualmente se incluyó «Magic». En 2014, Selena Gomez incluyó la canción en su primer álbum de grandes éxitos y último lanzamiento con Hollywood Records, For You. Su letra habla acerca de «el anhelo de una relación que salió mal», y según la vocalista de la agrupación, Selena Gomez, la canción trata sobre «lo plástico que puede ser Hollywood».
«Falling Down» tuvo un éxito menor en las listas de popularidad, sin embargo, alcanzó la posición número once en la lista Australian Hitseekers Singles Chart de Australia, logrando ser el sencillo mejor posicionado de la banda en el país. la posición sesenta y nueve en Canadá y el número ochenta y dos en el conteo Billboard Hot 100 de los Estados Unidos, donde vendió 566 000 descargas hasta julio de 2013. La canción recibió comentarios mixtos por parte de los críticos, quienes la catalogaron de «pegadiza» y destacaron la influencia que presenta de la cantautora canadiense Avril Lavigne.
Para la promoción del tema se lanzó un vídeo musical dirigido por Chris Dooley, que más tarde sería lanzado en la cuenta de VEVO de Hollywood Records el 28 de agosto de 2009. En él aparece la banda tocando en un escenario con una pantalla multicolor al fondo y se ve a la vocalista en una sesión de fotos. La agrupación interpretó la canción en la novena temporada del programa Dancing with the Stars, mientras los bailarines profesionales Derek Hough y Karina Smirnoff los acompañaban, y posteriormente la interpretaron en HMV, Londres, junto a «Naturally» y «Tell Me Something I Don't Know».

## Antecedentes y descripción

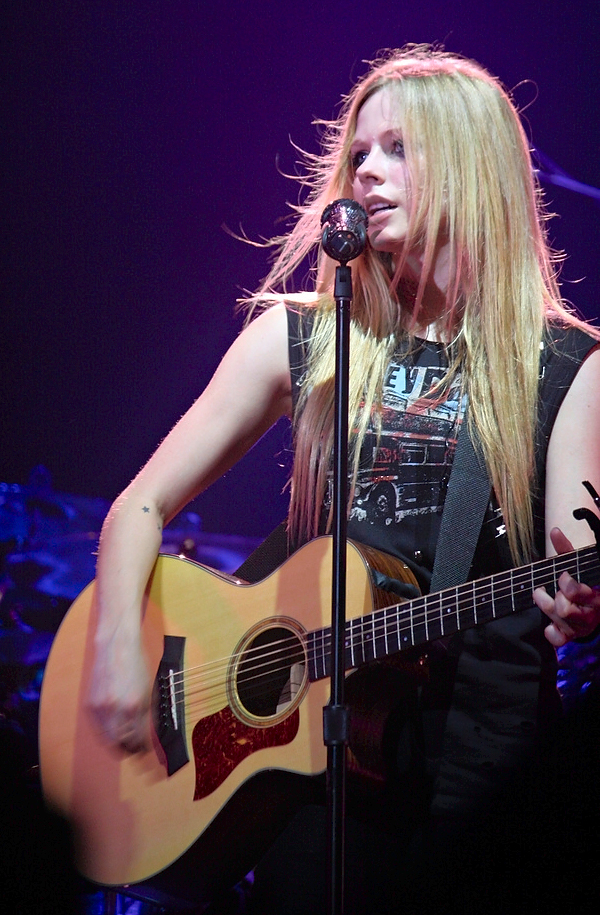
Bill Lamb de About.com comentó que la canción está influenciada por Avril Lavigne.

La canción fue escrita por Ted Bruner, Trey Vittetoe y Gina Schock de The Go-Go's, quien también colaboró con otros temas de Kiss & Tell. La letra de «Falling Down» habla sobre una «acusación de delito, así como del anhelo de una relación que salió mal». El sencillo se lanzó radialmente el 21 de agosto de 2009 en los Estados Unidos y el 25 del mismo mes en formato digital. «Falling Down» es una canción pop con características de dance pop y pop rock, también incluye una «agresiva» batería y un «ataque» de guitarras con sintetizadores. La portada del sencillo fue publicada en la cuenta oficial de Gomez en Twitter junto con el mensaje:

My single photo for “Falling Down”! I can’t wait for yall to hear it!
«¡[La portada] de mi sencillo "Falling Down"! ¡No puedo esperar a que oigan [la canción]!»

En la imagen, aparece la intérprete con un vestido morado, tacones negros y la mirada fija hacia la cámara. Según Bill Lamb de About.com, la canción está influenciada por Avril Lavigne. En una entrevista con Just Jared Jr, la vocalista de la banda, Selena Gomez, reveló que la canción «es básicamente sobre Hollywood y lo que la gente piensa de él y esencialmente lo plástico que es a veces». También comentó: «[La pista] es divertida y creo que las chicas pueden relacionarse con ella un poco, para mí fue a causa de Hollywood, pero realmente puede identificarse con una chica promedio, un exnovio, con quien sea».

## Comentarios de la crítica
Robert Cospey de Digital Spy, en su revisión de Kiss & Tell, comentó que la canción «suena poco inspirada» y «sospechosamente similar a "U + Ur Hand"» de Pink. Por otro lado, Bill Lamb de About.com le dio cuatro estrellas de cinco y lo catalogó como «pegadizo» y elogió la voz de Gomez. Además, Lamb comentó que el tema era uno de los más destacados del álbum, junto con «Kiss and Tell», «Naturally», «As a Blonde» y «I Got You». Según Lamb, Gomez afirmó que su música era una mezcla de Lady Gaga con Demi Lovato, pero que «Falling Down» «está en deuda con el estilo de Avril Lavigne». Para concluir su revisión, dijo: «"Falling Down" es un excelente primer sencillo. Mantengan un ojo abierto porque Selena Gomez es una prometedora estrella pop».
Rob Perez de Nochelatina en su revisión de Kiss & Tell criticó positivamente la canción y la nombró una de las mejores del álbum, junto con «Tell Me Something I Don't Know» y «Kiss and Tell». Asimismo, el sitio BBC comentó señaló que «"Falling Down" tiene una letra muy pegadiza, ¡vas a tenerla en tu cabeza por días!». Dennis Amith del sitio web J-ent Online dio una reseña mixta de la pista, declarando que «[tiene] un sonido típico de Disney», sin embargo comentó que «en su mayor parte, el sencillo es divertido y pegadizo».

## Vídeo musical
El vídeo musical fue dirigido por Chris Dooley. El estreno del videoclip se llevó a cabo el 28 de agosto de 2009 en la cuenta oficial de VEVO de Hollywood Records en el sitio web YouTube y en Disney Channel, después del estreno de la película protagonizada por Gomez, Wizards of Waverly Place: The Movie, basada en la serie de televisión homónima. Se lanzó a la venta al día siguiente en iTunes.
El vídeo comienza con Selena Gomez interpretando el primer verso con luces de fondo y realizando movimientos improvisados, seguidamente, se ve a la banda tocando la canción con una pantalla multicolor al fondo. En la siguiente escena se puede observar a Selena en una sesión fotográfica. En la misma sesión de fotos, Gomez se mira en un espejo y toma un ramo de flores que posteriormente arroja al suelo. El videoclip finaliza con Selena haciendo una reverencia hacia la cámara.

## Posicionamiento en las listas
| País           | Lista                               | Mejor posición |
| 2009-2010      | 2009-2010                           | 2009-2010      |
| -------------- | ----------------------------------- | -------------- |
| Australia      | Australian Hitseekers Singles Chart | 11             |
| Canadá         | Canadian Hot 100                    | 69             |
| Estados Unidos | Billboard Hot 100                   | 82             |
| Estados Unidos | Digital Songs                       | 41             |
| Estados Unidos | Heatseekers Songs                   | 5              |
| Japón          | Japan Hot 100                       | 15             |

## Fechas de lanzamiento
| País           | Fecha                | Formato          | Ref.   |
| -------------- | -------------------- | ---------------- | ------ |
| Estados Unidos | 21 de agosto de 2009 | Radial           | [ 16 ] |
| Estados Unidos | 25 de agosto de 2009 | Descarga digital | [ 2 ]  |

### Certificaciones
| País           | Organismo certificador | Certificación | Ref.   |
| -------------- | ---------------------- | ------------- | ------ |
| Estados Unidos | RIAA                   | Oro           | [ 28 ] |

## Créditos y personal
- Compositores: Ted Bruner, Trey Vittletoe y Gina Schock
- Productores: Ted Bruner y Trey Vittletoe
- Mezcladores: Cliff Norrel

Fuente: Notas de Kiss & Tell.